# Władysław Mączewski
Władysław Mączewski, ps. „Dziewulski” (ur. 24 marca 1894 w Nieznanowicach, zm. 20 lutego 1979 w Newark) – ułan 1 pułku ułanów Legionów Polskich, uczestnik I i II wojny światowej, kawaler Orderu Virtuti Militari, ostatni dowódca 11 pułku ułanów Legionowych, pułkownik kawalerii Polskich Sił Zbrojnych.

## Dzieciństwo i młodość
Urodził się 24 marca. 1894 r. w Nieznanowicach, powiecie włoszczowskim, w rodzinie miejscowego 39 letniego fabrykanta Feliksa i 35 letniej Anny z domu Goetzen. Uczęszczał do szkoły rosyjskiej, a po strajku do gimnazjum polskiego w Częstochowie. W 1910 r. ukończył szkołę realną w Częstochowie. W latach 1910–1913 studiował w Wyższej Szkole Technicznej im. Wawelberga i Rotwanda w Warszawie. W 1914 r. wyjechał do Mikołajowa nad Morze Czarne na praktykę techniczną przy budowie okrętów, gdzie zastała go I wojna światowa. W końcu 1914 r. otrzymał zezwolenie na powrót do Warszawy, gdzie ponownie był w Związku Strzeleckim, działając w nim już od roku 1913.

## Legiony Polskie
6 sierpnia 1915 r. po zajęciu Warszawy wstąpił do Legionów Polskich, do I dywizjonu ułanów Władysława Beliny-Prażmowskiego, następnie odbywał służbę w 4 szwadronie 1 pułku ułanów Legionów Polskich. 6 lipca 1916 r. został ranny. Przebywał od 15 lipca w szpitalu Czerwonego Krzyża w Radomiu, gdzie komendantem w tym czasie był Józef Bellert. W listopadzie 1916 r. powrócił do pułku. W lutym 1917 r. był w Ostrołęce, gdzie 1 pułk ułanów Legionów Polskich stanął w ramach aktu 5 listopada, podpisanego przez przedstawicieli dwóch zaborców. W okresie od 5 lutego do 4 kwietnia 1917 r. uczestniczył w kawaleryjskim kursie podoficerskim, który ukończył z wynikiem dobrym. W lipcu 1917 r., w następstwie kryzysu przysięgowego, został wywieziony do obozu internowania w Szczypiornie, a następnie do Łomży, gdzie przebywał do końca kwietnia 1918. W październiku 1918 r. uczęszczał na IV kurs techniki w Warszawie, brał udział w listopadowym rozbrajaniu Niemców.

## W Wojsku Polskim
18 listopada 1918 r., z chwilą odzyskania przez Polskę niepodległości, wstąpił jako ochotnik do odrodzonego Wojska Polskiego. Został przez biuro meldunkowe w Warszawie skierowany do Radomia. Służbę rozpoczął w powstającym radomskim szwadronie, który był organizowany na terenie ziemi radomskiej przez byłego wachmistrza 1 pułku Legionów ppor. Tadeusza Brzęk-Osińskiego.

### Udział w kampanii 1918/1920 roku

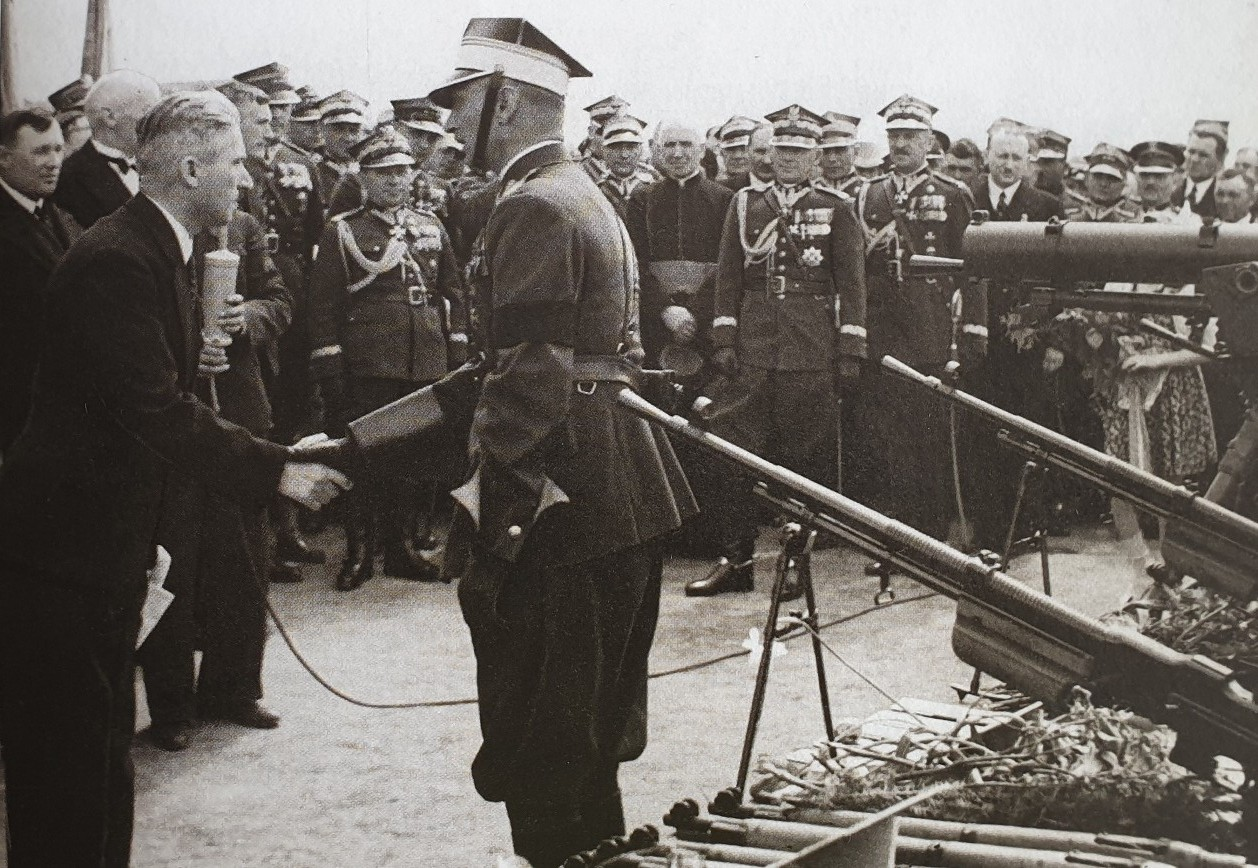
Święto pułkowe 11 puł w Ciechanowie 19.04.1939 – d-ca pułku ppłk Władysław Mączewski odbiera przekazany sprzęt.

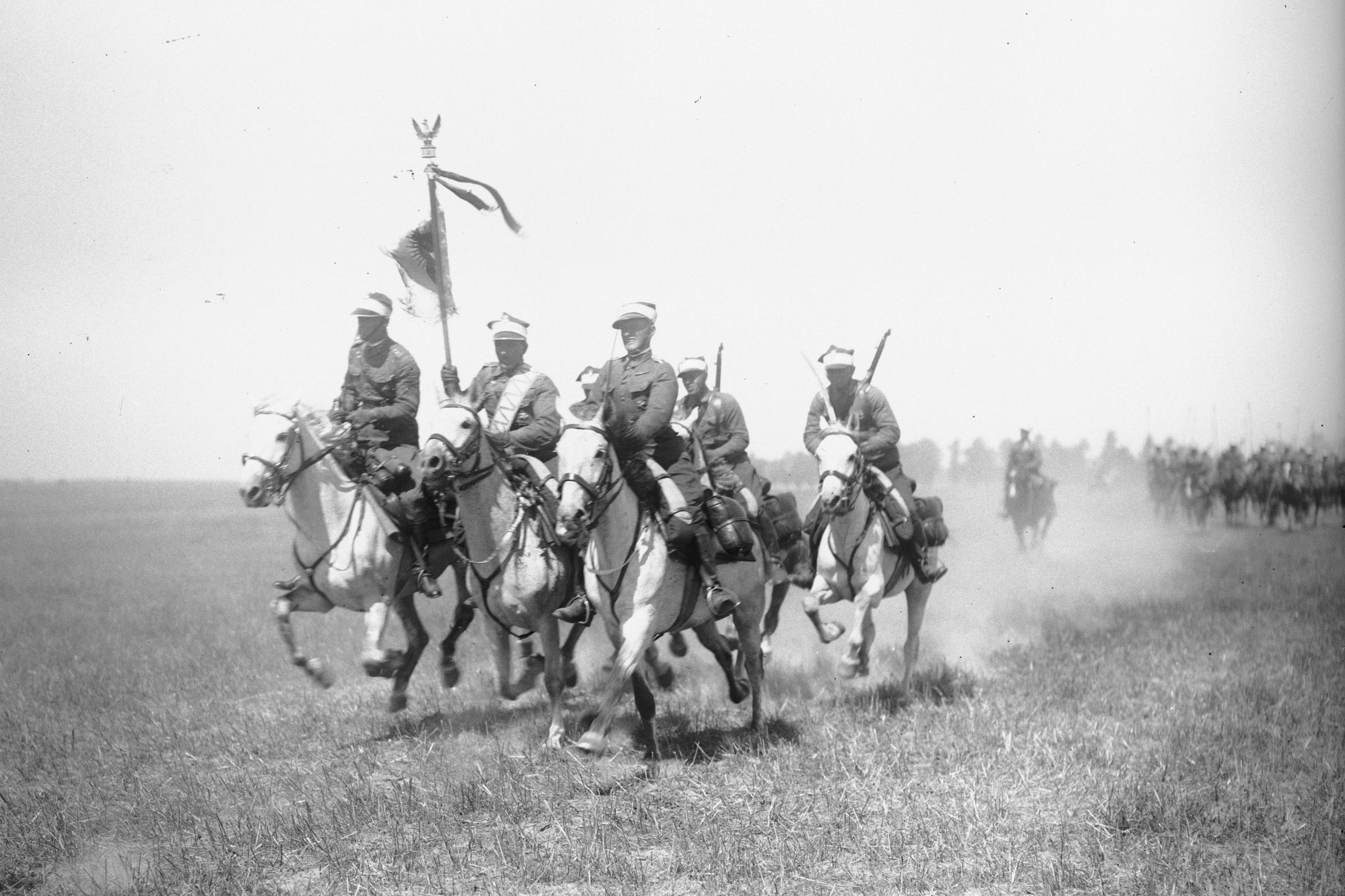
Poczet sztandarowy 11 pułku

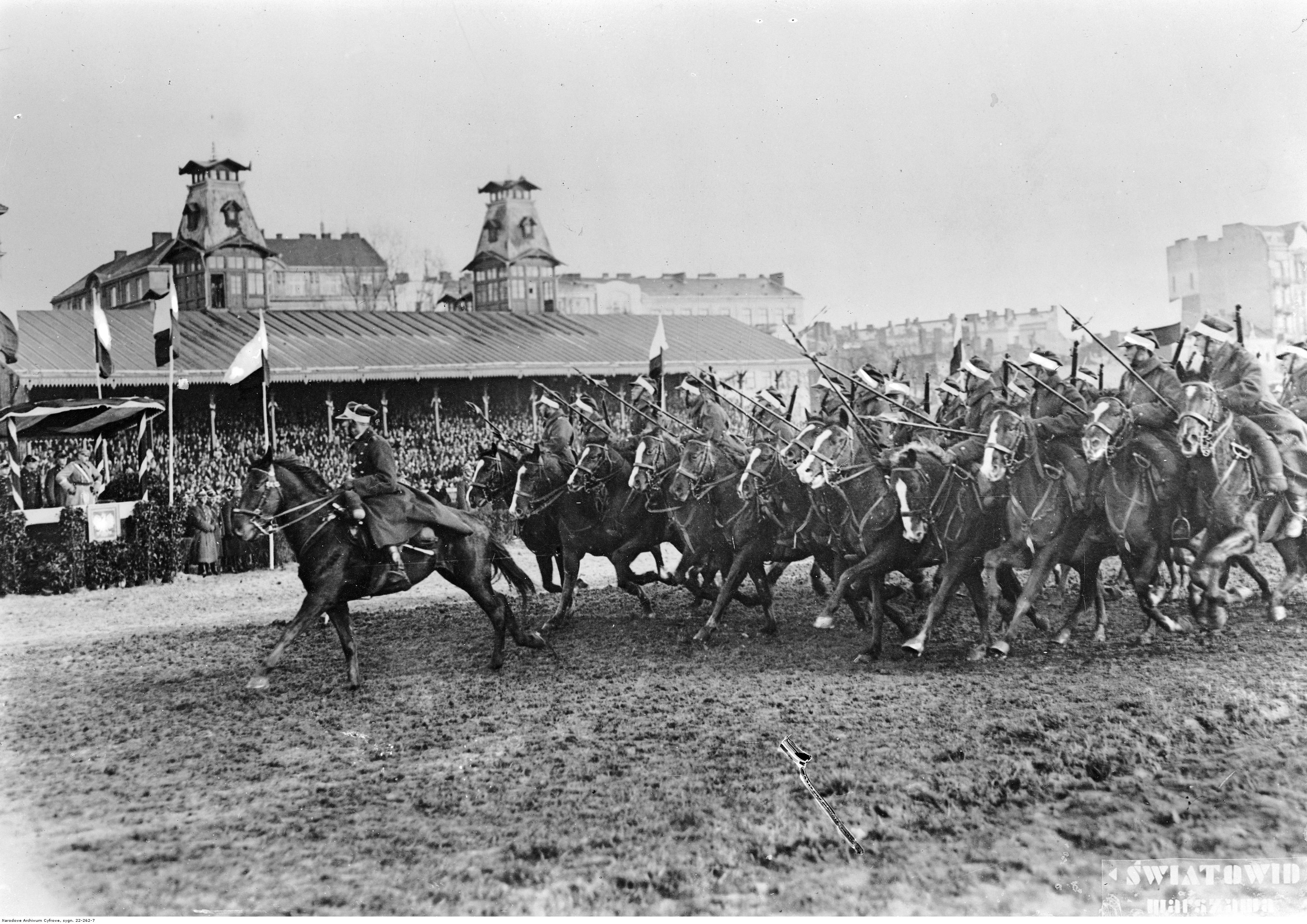
Był dowódcą 11 pułku ułanów

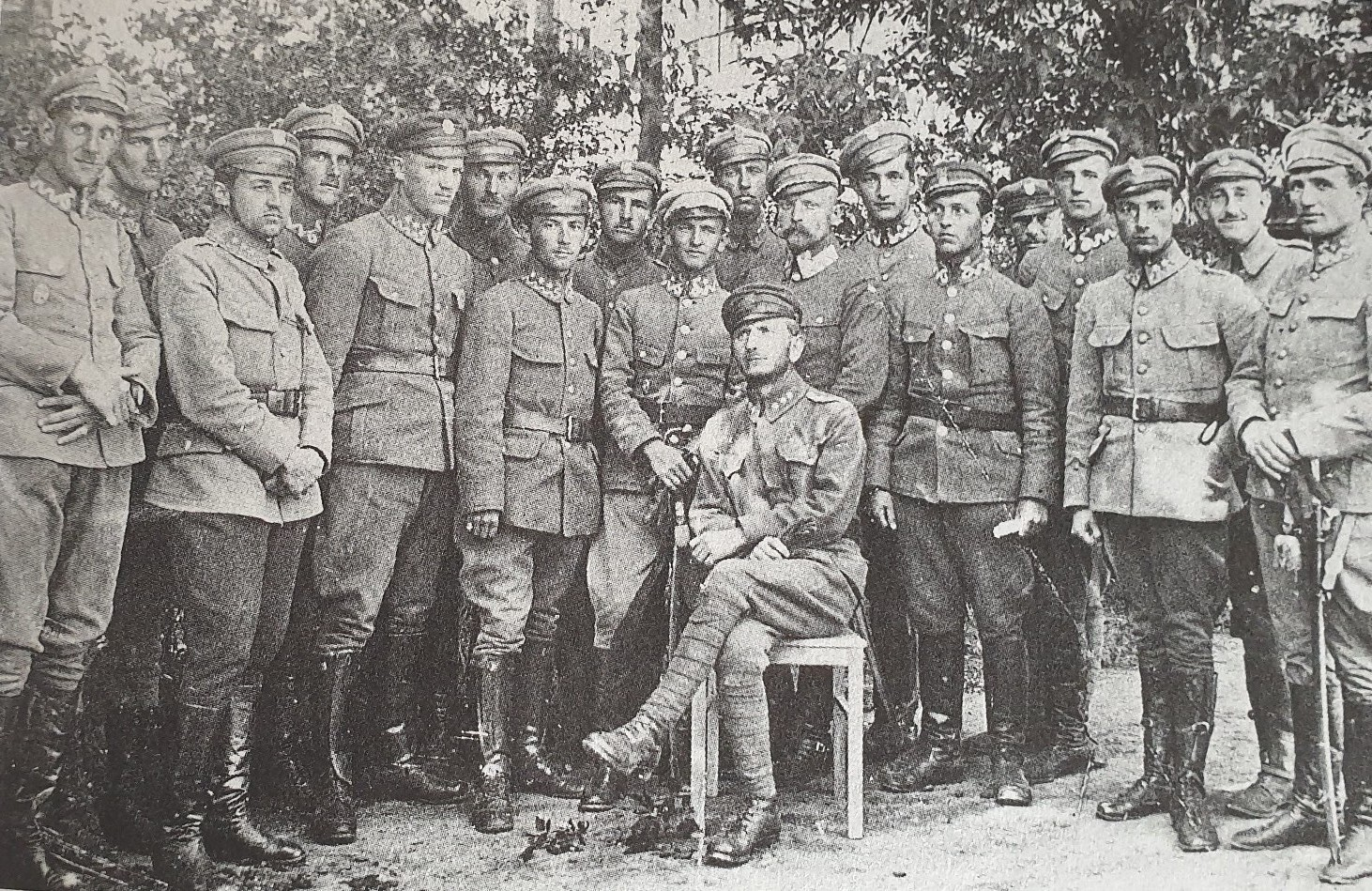
Mączewski i oficerowie 11 pułku

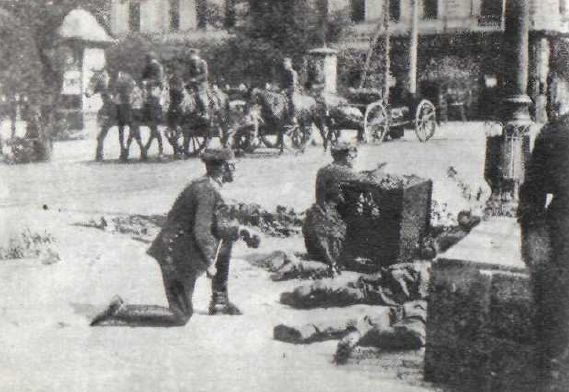
Maj 1926 r. Aleje Jerozolimskie

20 listopada 1918 r. wyznaczony został na dowódcę 3 plutonu szwadronu radomskiego. Uczestniczył w walkach na froncie ukraińskim, będąc w składzie szwadronu por. Edwarda Kleszczyńskiego. Następnie przydzielony był do Grupy „Bug” i wraz ze szwadronem stoczył pod Uhnowem i Magierowem szereg walk, przeszedł oblężenie Rawy Ruskiej. 3 kwietnia 1919 r. stacjonował w Pińczowie, jako miejsca organizacji 11 pułku ułanów, w skład którego wszedł 4 szwadron radomski.
Z dniem 19 kwietnia 1919 r. jako podchorąży pełnił służbę w 11 pułku Ułanów Legionowych, będąc dowódcą 3 plutonu w składzie 4 szwadronu ppor. Tadeusza Brzęk-Osińskiego z dowódcą pułku Mariuszem Zaruskim. Z pułkiem brał udział w zajęciu Wilna, w walkach na pograniczu polsko-litewskim, w walkach na Białorusi. Brał udział w wielu potyczkach, bitwach w wojnie polsko–bolszewickiej. W okresie od września 1919 r. do maja 1920 r. był słuchaczem Oficerskiej Szkoły Jazdy ze Starej Wsi, otrzymał awans na podporucznika. W maju 1920 r. wyróżnił się w potyczkach i bitwach, opóźniające napór 15 armii bolszewickiej. 16 czerwca 1920 r. wnioskowano na podstawie Uchwały Kapituły Tymczasowej zatwierdzonej przez rtm. Tadeusza Brzęk-Osińskiego, za męstwo na polu walki: „za niezwykłą odwagę, waleczność oraz bohaterskie czyny”, za odznaczeniem go Krzyżem Srebrnym Orderu Wojskowego Virtuti Militari. Był także odznaczany czterokrotnie Krzyżem Walecznych.
Od czerwca 1920 r. do 18 października 1920 r. brał udział w walkach o Równe, uczestniczył w próbach zatrzymania armii Budionnego, walcząc m. in pod Boremlem i Beresteczkiem, walczył w najkrwawszej bitwie w swej historii w ramach 11 puł, pod Mikołajowem, Szczurowicach, brał udział w ciężkich walkach osłonowych z oddziałami Konarmii Budionnego na Wołyniu i w Małopolsce Wschodniej, wchodząc w skład w 1 Brygady Jazdy – 1 Dywizji Jazdy ppłk Juliusza Rómmla, brał udział w bitwie pod Jampolem, następnie pod Nową Sieniawką i w potyczkach przed zawarciem rozejmu, pod Wojtkowicami, Łysogórkach i Zinowiejcach.

### W latach do 1939
W 1920 r., po wojnie pozostawał oficerem 11 puł w stopniu porucznika. Służbę pełnił w rejonie Tereszki-Pieczyska, potem w rejonie Czortkowa w Małopolsce. Pod koniec 1920 r. został skierowany na kurs do Grudziądza. Po jego ukończeniu wrócił do pułku. 12 czerwca 1921 r. został wraz z pułkiem przemieszczony transportem kolejowym do nowego garnizonu w Ciechanowie. 3 maja 1922 r. został zweryfikowany w stopniu rotmistrza ze starszeństwem z 1 czerwca 1919 r. i 316. lokatą w korpusie oficerów jazdy (od 1924 kawalerii). W tym samym roku odznaczony Orderem Virtuti Militari.
Od 12 maja 1926 r., jako adiutant dowódcy 11 puł brał udział (rozkaz dla dowódcy pułku wydał gen. Gustaw Orlicz-Dreszer) w przewrocie majowym, stając po stronie marszałka Piłsudskiego, gdzie w Warszawie w bratobójczych walkach poległo 4 żołnierzy pułku, a 13 zostało rannych. 25 czerwca 1926 r. powrócił z pułkiem do Ciechanowa. 18 lutego 1928 r. został awansowany na majora ze starszeństwem z dniem 1 stycznia 1928 i 37. lokatą w korpusie oficerów kawalerii. W kwietniu tego roku został przeniesiony do 15 pułku ułanów w Poznaniu na stanowisko kwatermistrza. W 1929 r. został wyróżniony odznaką pamiątkową 15 puł. W 1931 r. ukończył VII Kurs Oficerów Sztabowych Kawalerii w Centrum Wyszkolenia Kawalerii w Grudziądzu. W marcu tego roku został przeniesiony do 8 pułku ułanów w Krakowie na stanowisko zastępcy dowódcy pułku. 17 stycznia 1933 r. został awansowany na podpułkownika ze starszeństwem z dniem 1 stycznia 1933 i 14. lokatą w korpusie oficerów kawalerii. W 1935 r. został przeniesiony do Korpusu Ochrony Pogranicza na stanowisko inspektora północnej grupy szwadronów KOP.
18 czerwca 1938 r. wrócił do macierzystego 11 pułku, gdzie piastował stanowisko dowódcy. W 1939 r. dzięki jego staraniom pułkowi nadano imię marszałka Edwarda Śmigłego Rydza. Ciechanowscy ułani odtąd nosili na naramiennikach – zamiast liczby 11 – haftowane inicjały Ś. R. i buławę. 3 maja 1939 r. pułkownik gościł w pułku marszałka Śmigła-Rydzego, gen. Janusza Głuchowskiego (wiceminister spraw wojskowych), gen. Mieczysława Ryś-Trojanowskiego (dowódca Okręgu Korpusu w Warszawie) oraz władze miasta. Pułkownik Mączewski odebrał ufundowaną przez mieszkańców broń. Marszałek otrzymał dyplom honorowego obywatela Ciechanowa.

### Udział w kampanii 1939 roku
W kampanii wrześniowej dowodził pułkiem w jednej z pierwszych bitew wojny obronnej Polski w operacji pod Mławą, będąc w składzie Mazowieckiej Brygady Kawalerii z Armii „Modlin”. 1 września 1939 r. jego patrol w sile plutonu z 4 szwadronu stoczył bitwę w rejonie Janowa i Krzynowłogi Małej z kawalerią niemiecką, dalej prowadził działania opóźniające na północnym Mazowszu, obsadzał kolejno rubieże: Rostków – Las, Pułtusk – Grabowiec, lasy wyszkowskie, Serock – Kościelne – Popowo, Wyszków.

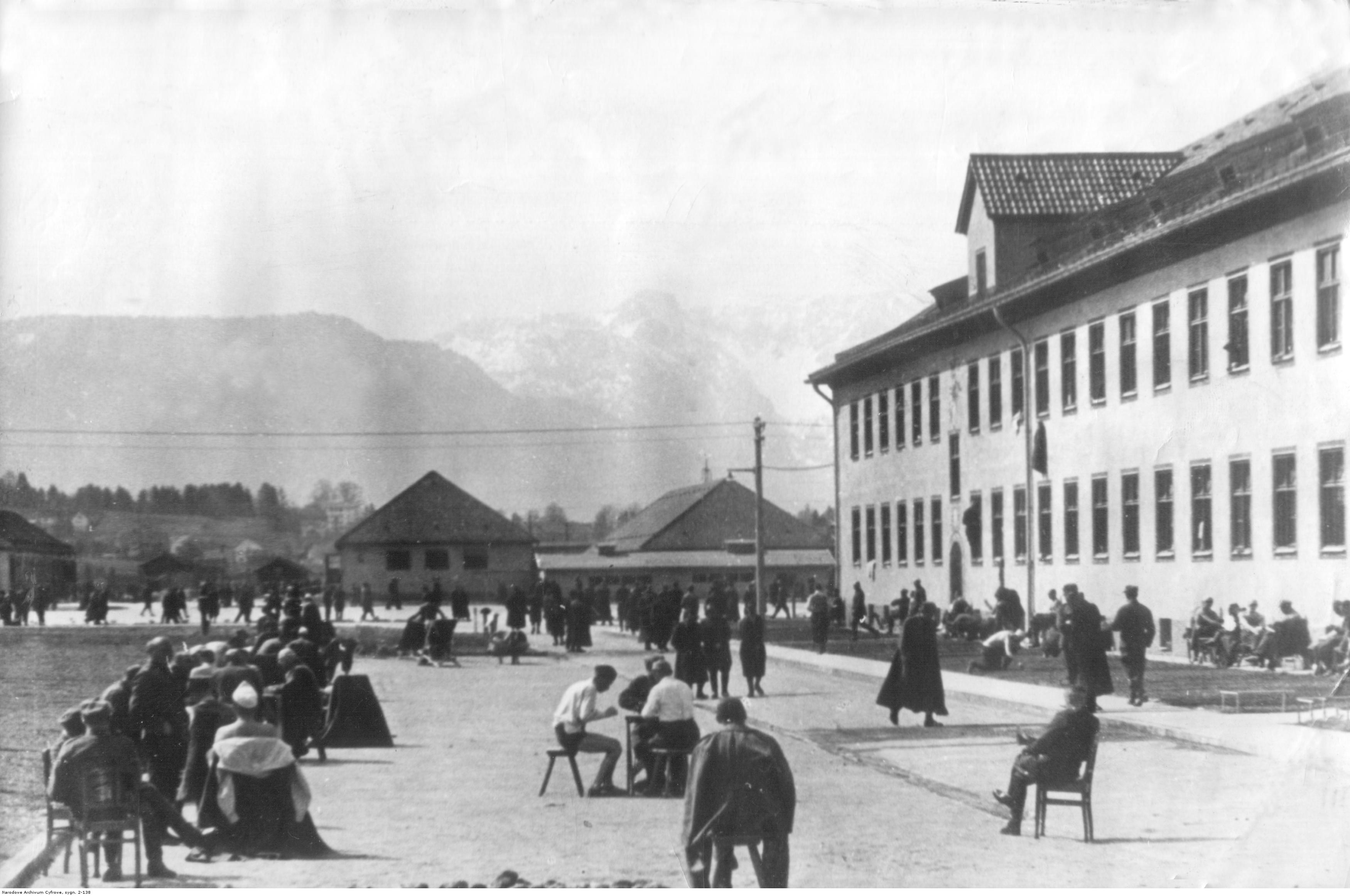
Oflag VII A Murnau

10 września osłaniał odwrót do lasu obok Woli Kłębowskiej, 12 września w nocy jego 4 szwadron pod dowództwem por. Andrzeja Żylińskiego szarżą w Zawodziu rozpoczął bitwę pod Kałuszynem. 24 września 11 puł jako odwód brygady, został związany walką z nieprzyjacielem w okolicy m. Suchowola, ponosząc ciężkie straty od ognia artylerii i ckm-ów. W związku z rozwiązaniem MBK, był w składzie 41 DP Rez.. 27 września 1939 r. pułkownik, nie widząc już możliwości przedarcia się przez otaczający pierścień ze wschodu i południa wojsk sowieckich, a z zachodu niemieckich, przeprowadził w m. Górecko Kościelne odprawę i odczytał rozkaz dowódcy 41 DP Rez. gen. Piekarskiego. W związku ze zbliżającymi się patrolami sowieckimi przegrupował pozostające jeszcze pododdziały pułku w rejon Tereszpola, gdzie skapitulowali przed wojskami niemieckimi. Został wzięty do niemieckiej niewoli, przewieziony do Zamościa, następnie przetransportowany był do obozu jenieckiego w Murnau, gdzie przebywał do 1945 r..

### Na uchodźstwie
29 kwietnia 1945 r. został wraz z pozostałymi jeńcami wojennymi oflagu VII A Murnau oswobodzony przez wojska amerykańskie 12 Dywizji Pancernej. W lipcu przetransportowany do Włoch wraz z 1500 żołnierzami. Włączony został w struktury 2 Korpusu Polskiego (PSZ). W latach 1945–1946 odbywał służbę wojskową w pułku ułanów Karpackich w Civitanova Marche, następnie pełnił służbę w 16 Brygadzie Piechoty z 2 Warszawskiej Dywizji Pancernej. Razem z nim we Włoszech byli b. oficerowie 11 pułku ułanów: mjr Bohdan Wieczorkiewicz, ppor. Zdzisław Kwiatkowski i rtm. Eugeniusz Jazdowski.
W 1945 r. został mianowany przez władze emigracyjne do stopnia pułkownika. W 1946 r. był zakwaterowany we włoskim miasteczku Gallipoli. W połowie 1946 r. w ramach dywizji został przetransportowany do Wielkiej Brytanii, rozlokowany w okolicach m. York i włączony w struktury Polskiego Korpusu Przysposobienia i Rozmieszczenia. W latach 1946–1949 był komendantem obozu przesiedleńczego w Gainskronugh ( obóz Gainsborough Militia – 16 Brygady Piechoty). Od 1947 r. komendant obozu przejściowego w Osgaboly, w pobliżu miasta Market Rasen. W 1949 r. rozpoczął pracę w firmie cywilnej w Leeds, w której pracował do 1971 r. Zmarł 20 lutego 1979 r..

## Awanse[9][8]
- rotmistrz – 3 maja 1922 zweryfikowany ze starszeństwem z dniem 1 czerwca 1919
- major – ze starszeństwem z dniem 1 stycznia 1928 r.
- podpułkownik – ze starszeństwem z dniem 1 stycznia 1933 r.
- pułkownik – ze starszeństwem z dniem 1 stycznia 1946 r.

## Ordery i odznaczenia[1][8][52]
- Krzyż Srebrny Orderu Wojskowego Virtuti Militari nr 3711[22] (dekret Naczelnego Wodza L. 11434–V.M. z 3 lutego 1922 roku[21])
- Krzyż Niepodległości (12 maja 1931)[53]
- Krzyż Kawalerski Orderu Odrodzenia Polski (11 listopada 1937)[54]
- Krzyż Walecznych (czterokrotnie)
- Srebrny Krzyż Zasługi (10 listopada 1928)[55]
- Medal Pamiątkowy za Wojnę 1918–1921
- Medal Dziesięciolecia Odzyskanej Niepodległości
- Srebrny Medal za Długoletnią Służbę
- Odznaka „Za wierną służbę”
- Odznaka za Rany i Kontuzje
- odznaka pamiątkowa 11 Pułku Ułanów Legionowych
- odznaka pamiątkowa 15 Pułku Ułanów Poznańskich
- odznaka pamiątkowa 8 Pułku Ułanów
- Krzyż Oficerski Orderu Korony Rumunii (Rumunia)
- Medal Wojny 1939–1945 (Wielka Brytania)
- Gwiazda za Wojnę 1939–1945 (Wielka Brytania)
- Medal Obrony (Wielka Brytania)
- Medal Zwycięstwa („Médaille Interalliée”)
- Medal 10 Rocznicy Wojny Niepodległościowej (Łotwa, 1929)[56]

## Przebieg służby (1915–1949)[8][13][18][57]
- służba wojskowa w Legionach Polskich – 1915/1916
- szpital Czerwonego Krzyża w Radomiu – 1916
- służba wojskowa w Legionach Polskich – 1916/1918
  - kawaleryjski kurs podoficerski – 1917
  - obóz internowania w Szczypiornie – 1917/1918
  - obóz internowania w Łomży – 1917/1918
- Dywizjon rtm. Jabłońskiego – Kraków, Przemyśl, Lwów 1918
- 11 Pułk Ułanów Legionowych – Wilno, Głębokie, Mikołajów, Szczurowice, Lwów, Mamaje 1919/1920
- Oficerska Szkoły Jazdy w Starej Wieś – Stara Wieś 1919/1920
- 11 Pułk Ułanów Legionowych – 1920
- Kurs Oficerów Kawalerii w Grudziądzu – Grudziądz 1920
- dowódca plutonu, dowódca szwadronu 11 Pułku Ułanów Legionowych – Równe, Boremel, Beresteczko, Czortków, Zbrucz, Ciechanów 1920/1921
- oficer broni, adiutant dowódcy pułku 11 Pułku Ułanów Legionowych – Ciechanów 1921/1927
- kwatermistrz 15 Pułku Ułanów Poznańskich – Poznań 1928/1930
- słuchacz VII Kurs Oficerów Sztabowych Kawalerii – Grudziądz 1930/1931
- zastępca dowódcy pułku 8 Pułku Ułanów – Kraków 1931/1935
- inspektor Północnej Grupy Szwadronów Korpusu Ochrony Pogranicza – Wilno 1935/1938
- dowódca 11 Pułku Ułanów Legionowych – Ciechanów, Krzynowłoga Mała, Rostkowo, Górecko Kościelne, Tereszpol 1938/1939
- pułkownik Polskich Sił Zbrojnych na Zachodzie – 1945/1949[e]

## Wywód genealogiczny

### Wywód genealogiczny - Rodzina Mączewskich
Ojciec Władysława Mączewskiego, Feliks (ur. 1855) był miejscowym przedsiębiorcą, w fabryce krochmalu, której właścicielem był Izrael Poznański, w 1889 r. przedsiębiorstwo strawił pożar. Matka Anna (ur. 1859) była z domu Goetzen. Miał pięcioro rodzeństwa: Czesław, Stanisław, Janina, Feliks, Stefania. 21 kwietnia 1924 r. zawarł związek małżeński z Janiną z domu Országh w kościele rzymskokatolickim w Kobyłce.
W 1946 r. wyjechał z Włoch i osiedlił się w Wielkiej Brytanii, w 1949 r. po demobilizacji Polskiego Korpusu Przysposobienia i Rozmieszczenia poszedł na sześciomiesięczny kurs zegarmistrzowski, po którym otrzymał pracę w firmie Clochmalcen of Wibliam Pals+ Son. 16 września 1949 r. zawarł w Wielkiej Brytanii ponowny związek małżeński z Mary Green. Na emigracji był prezesem koła 11 p.uł., organizował spotkania członków koła w Londynie. Utrzymywał kontakty z kolegami na emigracji: Stanisławem Klepaczem, Edwardem Kleszczyńskim, był w relacjach z weteranami z Polski, w tym z pułkownikiem Józefem Koczwarą, mjr Michałem Tadeuszem Brzęk-Osińskim. Władysław Mączewski zmarł 20 lutego 1979 r. w Newark. Zwłoki pułkownika zostały skremowane w krematorium Grantham. 23 lutego 1979 r. odbył się pogrzeb w Grantham k. Newark. Msza święta żałobna została odprawiona 25 marca 1979 r. w Brompton Oratory w Londynie.
Wywód genealogiczny - Rodzina Mączewskich:
| 4. ? Mączewski |  |                     |  |  |                                    |
|                |  | 2. Feliks Mączewski |  |  |                                    |
| 5. ?           |  |                     |  |  |                                    |
|                |  |                     |  |  | 1. Władysław Mączewski (1894-1979) |
| 6. ? Goetzen   |  |                     |  |  |                                    |
|                |  | 3. Anna Goetzen     |  |  |                                    |
| 7. ?           |  |                     |  |  |                                    |
|                |  |                     |  |  |                                    |

Źródło:

### Wywód genealogiczny - Rodzina Országhów
Janina Országh urodziła się 21 czerwca 1900 r. w Warszawie. Matka Janiny Maria z d. Hayek była żoną ziemianina Czesława Országha mającego majątek w Kobyłce pow. Radzymin. Rodzicami Józefa i dwóch braci: Czesława i Antoniego był Józef Országh, który ożenił się w 1881 r. z Pauliną Skarbek-Kruszewską. Janina wraz z matką działały w Zjednoczonym Kole Ziemianek. Brat Janiny, Władysław Országh był oficerem w 11 puł, którego dowódcą od 1938 r. był Władysław Mączewski. Ze związku Janiny i Władysława urodził się syn Zbigniew. Janina zmarła po długiej i ciężkiej chorobie nowotworowej płuc 25 lutego w 1939 r. Została pochowana 28 lutego 1939 r. na Cmentarzu Wojskowym na Powązkach (kwatera A 10-3-20). Rodzina Országhów mieszka nadal w Kobyłce, a jej najmłodszą przedstawicielką jest Hanna Országh-Szturo, jej matka to Barbara Országh-Szturo, której mężem jest Tomasz Szturo.
Wywód genealogiczny - pierwsza żona Władysława Mączewskiego:
| 4. Józef Országh              |  |                    |  |  |                               |
|                               |  | 2. Czesław Országh |  |  |                               |
| 5. Paulina Skarbek-Kruszewska |  |                    |  |  |                               |
|                               |  |                    |  |  | 1. Janina Országh (1900-1939) |
| 6. Hayek                      |  |                    |  |  |                               |
|                               |  | 3. Maria Hayek     |  |  |                               |
| 7. ?                          |  |                    |  |  |                               |
|                               |  |                    |  |  |                               |

Źródło:

### Wywód genealogiczny - Rodzina Green
16 września 1949 r. Mary Green zawarła związek małżeński z pułkownikiem Mączewskim. Zamieszkali w Pudsey koło Leeds, gdzie kupili mały domek, który niebawem sprzedali i zamieszkali koło Elston, w hrabstwie Nottinghamshire, niedaleko Newark. Mary Green zmarła w 2001 r., była poddana kremacji w Grantham. Z drugiego małżeństwa nie miała dzieci. Siostra Mary, Frances Green, poślubiła Jana Zygmunta Klimczaka, oficera technicznego z Dywizjonu 305, który był bratankiem pułkownika Mączewskiego. Jego syn John Klimczak to zastępca dyrektora biznesowego w hrabstwie West Midlands.
Wywód genealogiczny - druga żona Władysława Mączewskiego:

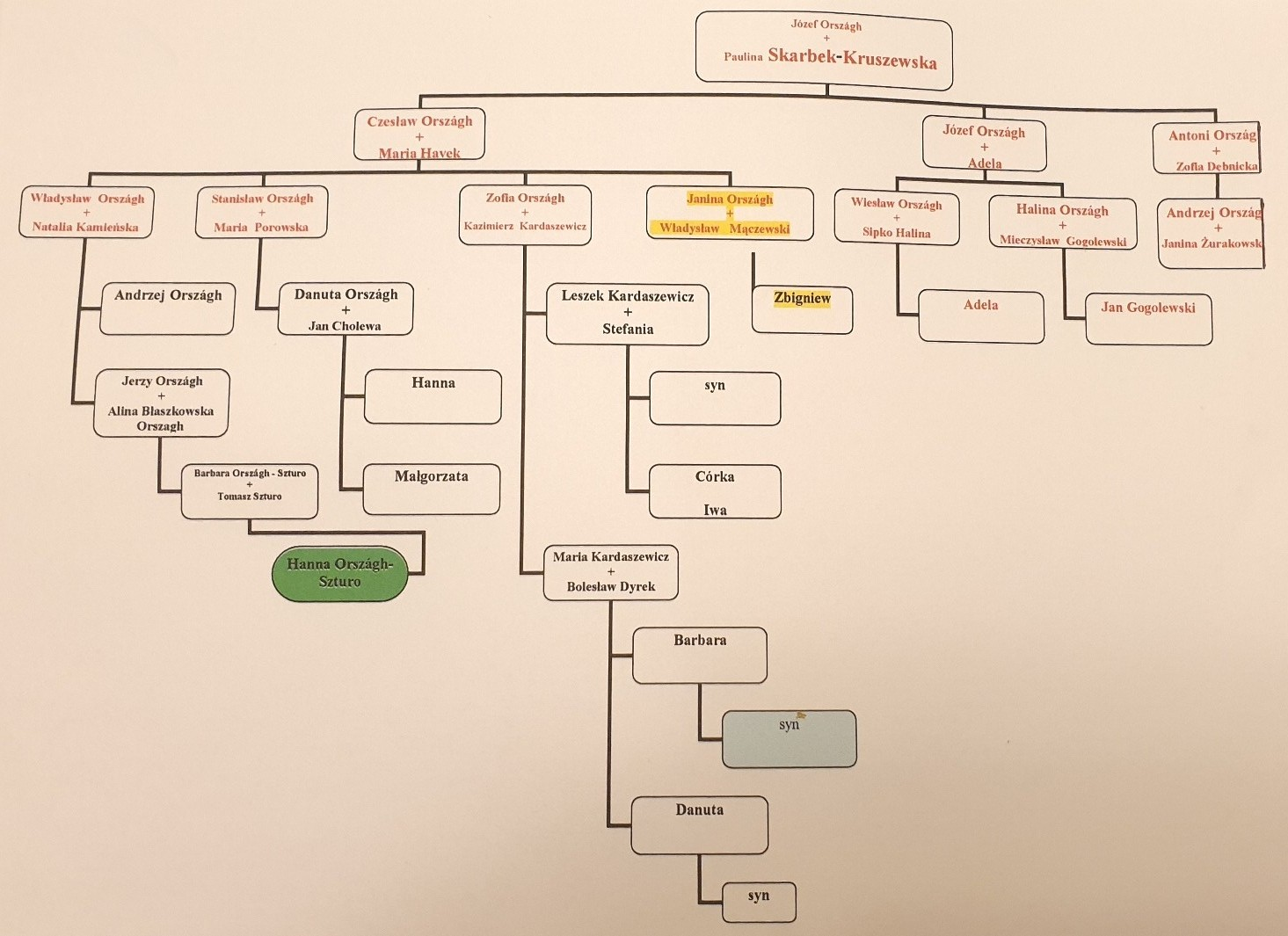
Mączewscy, Országh, Green

| 4. ? |  |               |  |  |                           |
|      |  | 2. John Green |  |  |                           |
| 5. ? |  |               |  |  |                           |
|      |  |               |  |  | 1. Mary Green (1911-2001) |
| 6. ? |  |               |  |  |                           |
|      |  | 3. ?          |  |  |                           |
| 7. ? |  |               |  |  |                           |
|      |  |               |  |  |                           |

Źródło: